# Psorosticha
Psorosticha é um gênero de traça pertencente à família Agonoxenidae.